# Pride and Prejudice and Zombies (filme)
Pride and Prejudice and Zombies (bra: Orgulho e Preconceito e Zumbis; prt: Orgulho e Preconceito e Guerra) é um filme britano-americano de 2016, dos gêneros terror, ação e comédia, escrito e dirigido por Burr Steers, com roteiro baseado no livro Orgulho e Preconceito e Zumbis, de Seth Grahame-Smith, por sua vez uma paródia da obra de Jane Austen Orgulho e Preconceito.

## Sinopse
Elizabeth Bennet é uma jovem bela e exímia praticante de artes marciais e no manejo de armas. Quando uma praga começa a transformar as pessoas em zumbis canibais, Elizabeth terá que usar todas as suas habilidades para combater esse mal em companhia do orgulhoso Sr. Darcy.

## Elenco
- Lily James: Elizabeth Bennet
- Sam Riley: Fitzwilliam Darcy
- Jack Huston: George Wickham
- Bella Heathcote: Jane Bennet
- Douglas Booth: Charles Bingley
- Matt Smith: William Collins
- Charles Dance: Sr. Bennet
- Lena Headey: Lady Catherine de Bourgh
- Suki Waterhouse: Kitty Bennet
- Ellie Bamber: Lydia Bennet
- Sally Phillips: Sra. Bennet
- Emma Greenwell: Caroline Bingley
- Aisling Loftus: Charlotte Lucas
- Hermione Corfield: Cassandra Featherstone
- Dolly Wells: Sra. Featherstone

## Recepção pela crítica
O filme teve recepção variada pela crítica especializada. O site IMDB deu uma nota 6,4 ao filme, enquanto o site Rotten Tomatoes deu uma percentagem de 43%. O crítico Lucas Salgado do site brasileiro Adoro Cinema deu ao filme nota três de cinco estrelas e disse que "Pride and Prejudice and Zombies (no original) pode não ser uma produção memorável, repleta de cenas inesquecíveis. Mas funciona bem para o que se propõe. Trata-se de um escapismo eficiente e divertido, com boas pitadas de literatura clássica, afinal mantem diálogos originais".
O crítico João Carlos Correia, do site Observatório do Cinema, deu nota cinco de cinco estrelas e disse que "Quem lê o resumo de Orgulho e Preconceito e Zumbis pode até pensar que colocar os zumbis na trama foi uma ideia de jerico. Porém, ao se assistir o filme, essa mesma trama soa tão original e corre de modo tão fluente a ponto de se achar que foi Austen, e não Grahame-Smith, quem teve a ideia", e conclui dizendo que o filme "(...) é emocionante, engraçado e muito divertido, no qual os astros são os humanos ao invés dos zumbis".
Já o crítico Giovanni Rizzo, também do Observatório do Cinema, deu nota um de cinco estrelas e disse que "E como um todo Orgulho e Preconceito e Zumbis é um filme que pouco funciona, que apesar de possuir um material extremamente curioso, não consegue realizar com sucesso nenhuma de suas ideias para a realização de uma sátira, apenas comprovando o quão difícil é realizar um pastiche bem feito".